# Gizama
Gizama là một chi bướm đêm thuộc họ Erebidae.